# Баранов Сергій Микитович
Сергі́й Мики́тович Бара́нов — (14 листопада 1918, м. Кустанай, Казахстан — 23 червня 2000, Донецьк) — український хімік, фахівець у галузі органічної хімії, хімії гетероциклічних сполук та вуглехімії. Доктор хімічних наук (1963), професор (1963), член-кореспондент Національної академії наук України (1965). Ветеран Другої світової війни. 

## Біографія
Сергій Микитович Баранов народився 14 жовтня 1918 року у Кустанаї (Казахстан). Середню школу закінчив у місті Пржевальськ (Киргизстан). У 1941 році закінчив з відзнакою хімічний факультет Ленінградського державного університету. З початком німецько-радянської війни, у липні 1941 року у лавах Червоної армії.
1942 року закінчив Омське зенітно-прожекторне училище. Воював на Московському та Центральному фронтах як командир взводу, заступник командира роти та помічник начальнику штабу полку. Нагороджений багатьма орденами та медалями.
Після закінченні війни з 1946 року працював асистентом та доцентом кафедри неорганічної та аналітичної хімії Львівського медичного інституту. У 1952 році захистив дисертацію на здобуття ступеня кандидата хімічних наук за темою: «Термічний розпад окисів олефінів та їх конденсація з амоніаком у присутності каталізаторів». З 1953 по 1966 роки був завідувачем кафедри органічної хімії Львівського медичного інституту. 1962 року захистив дисертацію на здобуття ступеня доктора хімічних наук за темою «Дослідження реакційної здатності метиленової групи у похідних азолідинів, хіноксалінів та птеридинів».
У грудні 1965 року С. М. Баранов обраний членом-кореспондентом АН УРСР.  У 1966 році продовжує працю у Донецьку, стає одним із організаторів Інституту фізико-органічної хімії і вуглехімії НАН України. 1967-89 — завідувач відділу спецметодів вуглехімічного та органічного синтезу, з 1989 — радник при дирекції Інституту фізико-органічної хімії і вуглехімії НАН України.  З його ініціативи у 1966 році на хімічному факультеті Донецького державного університету створено кафедру вуглехімії. 

## Наукові інтереси
Коло наукових інтересів С. М. Баранова становить синтез і реакційна здатність гетероциклічних сполук, які є компонентами кам'яновугільної смоли. Досліджував зв'язки між структурою і властивостями вугілля, синтез та реакційну здатність гетероциклічних сполук ряду азолінів, азинів, бетаїнів та ін.; розробив реакцію гетерилювання, що відкрило новий спосіб цілеспрямованого синтезу сполук заданої структури і властивостей; запровадив у виробництво способи одержання роданіну, бета-галогенозаміщених кислот, купроїну та ін. Встановив основні закономірності зв'язку між структурою й хімічними властивостями вугілля, розробив клатратну теорію будови вугілля.

## Праці
- Органічна хімія: Підруч. К., 1970;
- Четвертичные соли хинолинбензимидазолов // ХГС. 1980. № 12;
- Восстановительная диполимеризация угля // ХТТ. 1980. № 6;
- Перспективы энергетического и химического использования угля. — К., 1982;
- Синтез и исследование ингибиторов коррозии на основе коксохимического хинолина. — К., 1992. (рос.)